# Lisa Miková

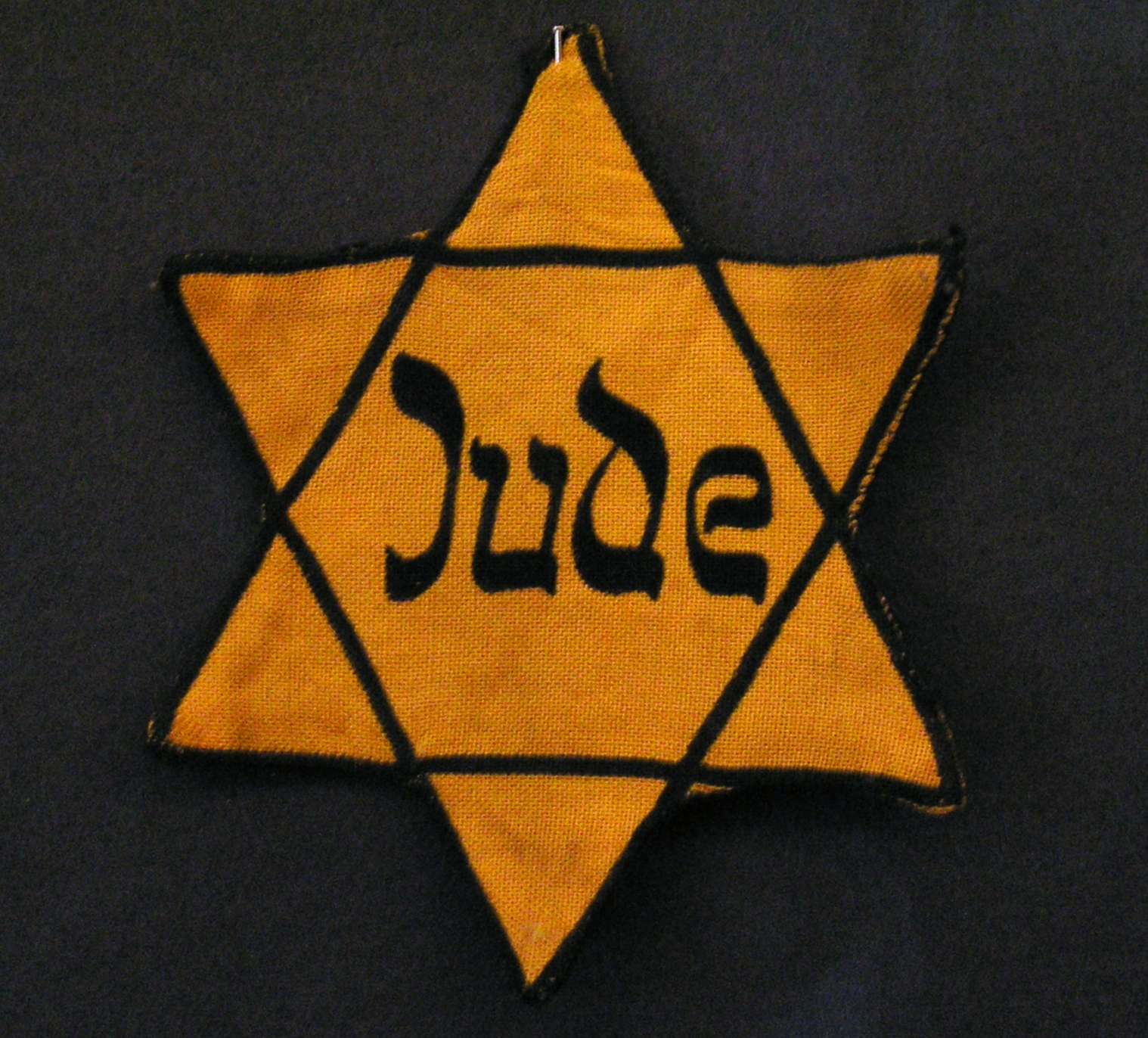
Davidova hvězda, kterou museli nosit Židé za druhé světové války viditelně našitou na svém oblečení

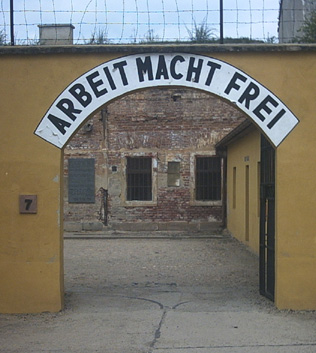
Brána v malé pevnosti Terezín

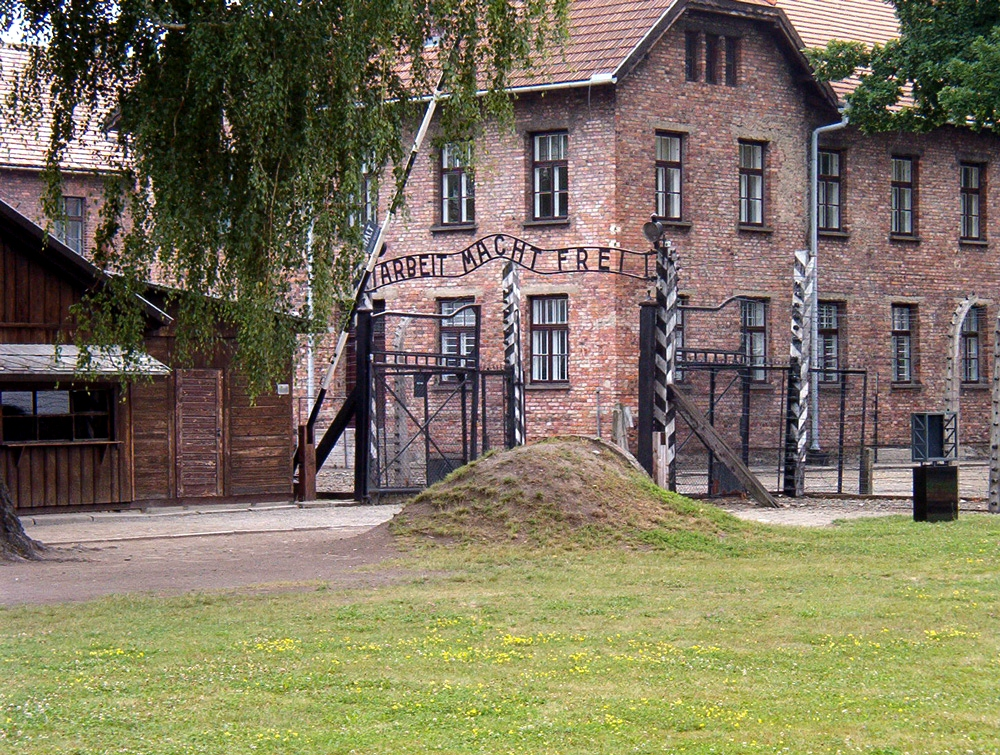
Vstupní brána do tábora Auschwitz I s nápisem Arbeit macht frei

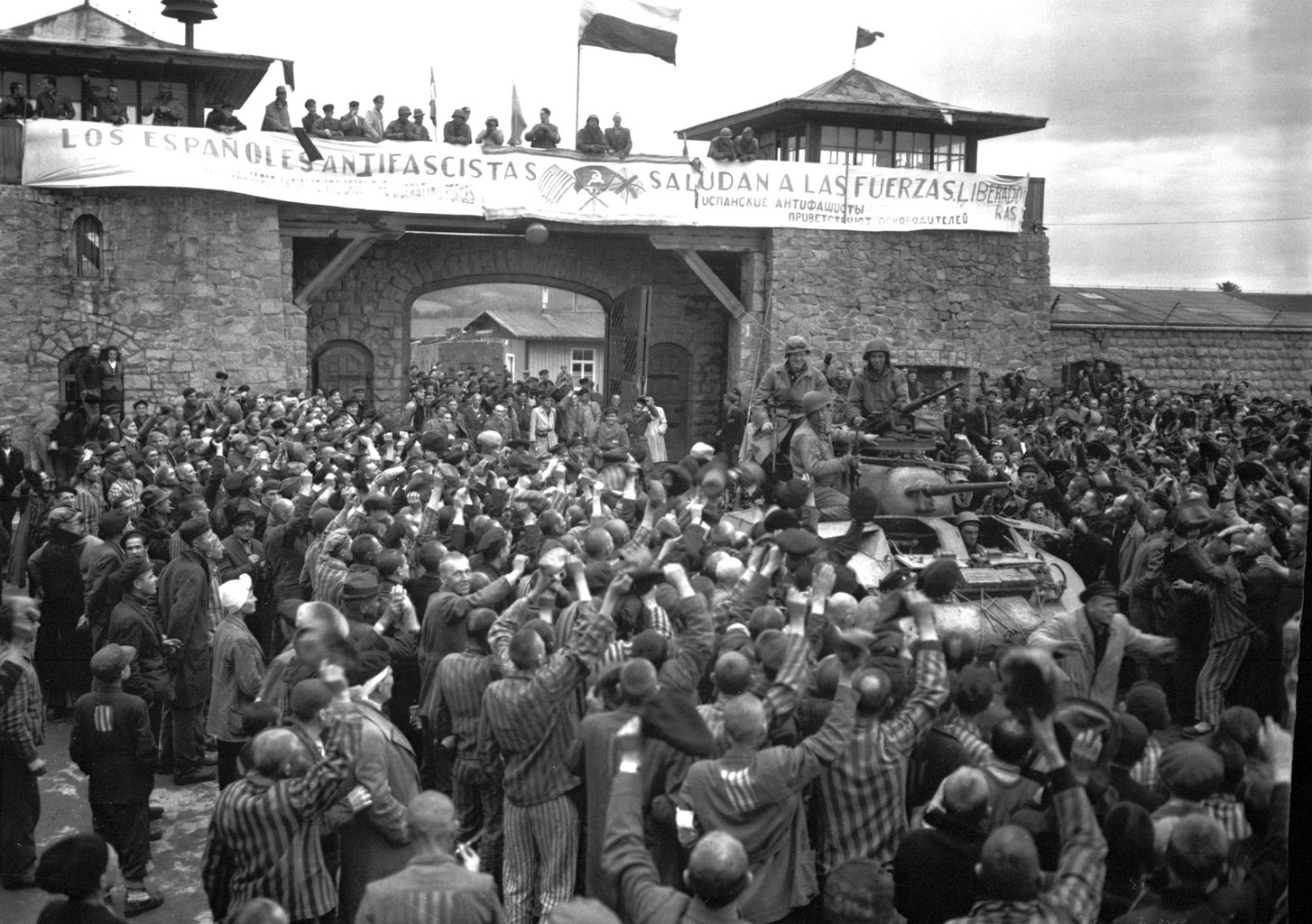
Tanky 11. americké obrněné divize vstupují do Mauthausenu, 6. května 1945

Lisa Miková (31. ledna 1922 Praha – 21. června 2022 Praha) byla nedostudovaná módní návrhářka, přeživší holocaustu, vystudovaná knihkupkyně a držitelka vysokého německého státního vyznamenání Kříž za zásluhy. Její životní osudy zpracoval německý historik Werner Imhof do biografické a vzpomínkové publikace, která vyšla ke konci roku 2018 v německém nakladatelství Tredition. Podle třech návrhů dámských šatů (z doby počátku protektorátu) Lisy Mikové byly v roce 2017 realizovány a prezentovány originální retro–dámské šaty.

## Život

### Rodina a studia (do roku 1938)
Lisa Miková (rozená Lichtensternová) se narodila 31. ledna roku 1922 v Praze do asimilované židovské rodiny. Její otec podnikal (vybudoval v Praze vlastní obchodní podnik) a Lisina matka mu v podniku vypomáhala v kanceláři. Rodina Lichtensternových jezdila každoročně na zahraniční dovolené například do Rakouska, do Itálie nebo i do Švýcarska. Nejinak tomu bylo i v létě 1938, kdy se rodině naskytla možnost emigrace, kterou ale její členové nevyužili. (Lisina matka by odchod z Československa sice ráda realizovala, ale Lisin otec byl proti a argumentoval tím, že v Praze má obchod, byt i zdroj živobytí.) Z letní dovolené ve Švýcarsku v srpnu roku 1938 se tak rodina vrátila zpět do Prahy, i když tou dobou již v předmnichovském Československu sílily antisemitské nálady. Ještě před vznikem Protektorátu Čechy a Morava věděli Lichtensternovi o protižidovských náladách v nacistickém Německu, Lisin otec podporoval emigrantské spolky a rodina občas pohostila německé sociální demokraty nebo Židy, kteří utíkali z hitlerovského Německa. Přibližně čtrnáct dní po návratu z dovolené ve Švýcarku domluvili Lisini rodiče její odjezd do Anglie. Na podzim roku 1938 pak vypravili šestnáctiletou Lisu k příbuzným do chorvatského Záhřebu. Odtud měla odjet do Anglie, ale když zjistila, že by tam měla cestovat samotná (jen v doprovodu někoho cizího z anglického konzulátu) vrátila se svévolně přes Vídeň a Bratislavu za rodiči zpět do Prahy.

### Protektorát (do konce roku 1941)
Po obsazení Československa a nastolení protektorátu (15. března 1939) byl podnik Lisina otce obsazen německým správcem, otec sice načas zůstal ve firmě jako řadový zaměstnanec nového majitele, ale Lisina matka musela z práce odejít. (Současně byl Lisinu otci zakázán i přístup k jeho vlastním bankovním kontům.) Z gymnazijních studií byla Lisa vyloučena a tak studovala na Anglickém gymnáziu v Praze (English Grammar School), kde složila státnici z anglického jazyka. (Kromě angličtiny se Lisa v mládí naučila i několik dalších jazyků (nejen němčinu), ale byla mezi nimi například i španělština.) Později studovala na Rotterově škole v Praze večerní kurzy módního návrhářství a reklamního kreslení (reklamní grafiky). Pro svůj židovský původ byla i z této školy posléze vyloučena a začala soukromě vyučovat (židovskou mládež) v předmětech: kreslení a angličtina.

### Terezín
Dne 27. ledna 1942 byla Lisa i s rodiči transportována (přes shromaždiště ve Veletržním paláci a nádraží Praha-Bubny) do ghetta v Terezíně. Do Terezína transport dorazil den před Lisinými dvacátými narozeninami tj. 30. ledna 1942. V Terezíně bydlela Lisa v Hamburských kasárnách a (díky svému výtvarnému nadání) mohla pracovat jako kreslířka a malířka v technické kanceláři v Magdeburských kasárnách. A bylo to právě zde, kde se Lisa seznámila se svým budoucím manželem, inženýrem Františkem Mautnerem. František Mautner byl deportován do Terezína už na konci listopadu 1941 za účelem vybudování ghetta v rámci první skupiny terezínských vězňů takzvaného Aufbaukommanda („Ak“, „Ak1“).   Administrativní sňatek manželů Mautnerových se konal v Terezíně v roce 1943. (František si nechal Lisu připsat na svou kartu jako manželku, a ona tak mohla nosit jeho příjmení.) Lisa byla přeložena (jako manželka nesměla pracovat na stejném pracovišti jako její muž) z kreslírny na zemědělské práce v okolí Terezína. Další terezínské privilegium umožňovalo manželům bydlet spolu pohromadě. To se jim podařilo poté, co František sám postavil v jednom ze střešních prostor jedné z budov malou „místnůstku“. Jak v Terezínském ghettu přibývalo nenáboženských sňatků, stávala se tato situace pro nacisty nepřehlednou. Podle vydaného nařízení se musely všechny civilní sňatky v Terezíně uzavřené následně do dvou měsíců znovu opakovat, a to na radnici v Terezíně před úředníkem židovské samosprávy a před dvěma svědky. Tak se také udála repríza svatby i v případě novomanželů Mautnerových.
Během práce v technické kanceláři zjistila Lisa, že se inženýr Mautner (i s dalšími malíři) podílí na odbojové činnosti tím, že zhotovovali malé plány ghetta s různobarevně vyznačenými objekty. Tyto náčrtky byly následně pašovány za hranice ghetta a měli sloužit pro případné povstání anebo být k dispozici pro československý odboj. Lisa se do této ilegální činnosti rovněž zapojila.
Židovská samospráva v Terezíně po čase doporučila bezdětným manželským párům adopci opuštěných terezínských dětí. Manželé Mautnerovi adoptovali opuštěnou dvanáctiletou dívku Ruth Spier. Dívka měla pohnutý osud. Pocházela původně z německého města Paderborn a v době adopce bydlela v ghettu v dětském domově. Po smrti židovské matky ji její otec – Němec – poslal do sirotčince odkud se dostala do terezínského ghetta. (Po druhé světové válce pak odjela Ruth Spier za svojí tetou do Velké Británie, kde ji kontaktoval její původní otec. Později se Ruth usadila v Izraeli v jedné polské rodině.)
Sňatkem s Lisou chránil její muž pouze ji. V září roku 1943 byli oba Lisini rodiče deportováni do koncentračního tábora v polské Osvětimi.
Od rodičů jsme dostali jeden lístek, třicet slov německy s razítkem Birkenau. My jsme samozřejmě nevěděli, že Birkenau je jeden osvětimský tábor, ale mysleli jsme si, že jsou asi na venkově na nějakém hezkém místě. Birken jsou totiž břízy. Podle naší domluvy jsme z lístku pomocí tajných znaků zjistili, že mají strašný hlad, ale žijí. To, že lístek přišel, když už nežili – nejdříve je zabili a pak poslali lístky – jsme samozřejmě nemohli tušit, protože ho Němci antedatovali. Já byla šťastná.
Lisa Mautnerová, 

### Osvětim
Její manžel inženýr František Mautner byl deportován (v transportu čítajícím pět tisíc mužů a navzdory německému příslibu o tom, že příslušníci Aufbaukommanda nebudou deportováni z Terezína dále na východ) do Osvětimi dne 28. září 1944, Lisa jej dobrovolně následovala 4. října roku 1944. V Osvětimi se ale Lisa se svým manželem nikdy nesetkala. V Osvětimi prošla selekcí, tři neděle trvající karanténou a v listopadu roku 1944 byla z Osvětimi deportována do továrny (tábora) ve Freibergu u Drážďan. To byl pobočný tábor koncentračního tábora Flossenbürg a Lisa tu pracovala v továrně na aeroplány, kde montovala křídla do letadel. V této továrně pracovala s těžkým pneumatickým kladivem a následkem toho si natolik zničila ruku, že již později nikdy nemohla kreslit. Po bombardování nedalekých Drážďan (13. až 15. února 1945) zůstala továrna zavřená a signál, že se něco děje zaznamenaly vězeňkyně v březnu 1945, kdy do továrny nepřišel další materiál na práci. Vězněné ženy byly po nějakém čase poslány do koncentračního tábora ve Flossenbürgu. Transport trval téměř dva týdny (bez jídla a pití) a svoji cestu podél hranic bývalého Československa skončil v železniční stanici v Horní Bříze (nedaleko Plzně). Tady byl vlak nucen změnit cíl a nakonec odjel opačným směrem přes České Budějovice do koncentračního tábora Mauthausen.

### Mauthausen
Dne 13. dubna 1945 byla Lisa převezena do koncentračního tábora Mauthausen v Horním Rakousku u Lince, kde se 5. května 1945 dočkala osvobození tábora americkou armádou. Vězni zde však zůstali ještě dva týdny, do té doby, než nabrali dost sil, aby byli schopni absolvovat návrat domů.

### Po druhé světové válce
Oba Lisini rodiče zahynuli v Osvětimi. Většina členů její rodiny válku nepřežila a ti, kteří přežili, se po druhé světové válce usadili v Anglii. Její manžel František Mautner prošel několika nacistickými lágry (putoval přes Osvětim do koncentračního tábora Sachsenhausen-Oranienburg u Berlína, následně do hornorakouského Mauthausenu, osvobození se dočkal v jeho pobočném koncentračním táboře v Ebensee ve středním Rakousku) a druhou světovou válku přežil.
Po skončení druhé světové války (ještě v květnu 1945) odjela Lisa do Prahy, kde se u své tety setkala se svým manželem. Při vyřizování nových dokladů vycházeli úředníci v Praze z posledních informací před transportem do Terezína. Tehdy byli František a Lisa ještě oba svobodní a oddací list z Terezína neměli. A tak museli manželé Mautnerovi (Mikovi) uspořádat v pořadí již svoji třetí svatbu. Mautnerovi si v Praze našli bydlení a přijali nové příjmení Mikovi. Inženýr František Mautner (Mika) pracoval na Českém vysokém učení technickém (ČVUT) v Praze a Lisa tamtéž jako asistentka profesora. Po Františkovo půl roku trvající vojenské službě se manželé na společné stáži ve Švýcarsku dohodli, že nebudou emigrovat za Lisinými příbuznými do Anglie, ale že se vrátí do Československa. V prvních letech po osvobození Lisa dálkově vystudovala Vyšší knihkupeckou školu v Lipsku. V následujících letech pracovala v cizojazyčném knihkupectví Nakladatelství Svoboda v Praze, později pak v kulturním středisku Německé demokratické republiky (NDR) a po roce 1968 v podniku pro dovoz zahraniční literatury, kde zúročila svoji dlouholetou znalost angličtiny a němčiny.
Od 90. let 20. století se Lisa Miková podílela na různých pamětnických projektech, které připomínaly nelidskost nacistického režimu za druhé světové války a tuto epochu zpřístupňovala na besedách formou svých osobních vzpomínek především mladé generaci v německých i českých školách.
Lisa Miková žila v Praze. Dne 21. června 2022 zemřela ve věku 100 let v domově sociální péče v pražském Hagiboru.

## Dovětky

### Módní návrhy
Lisa chtěla být v mládí módní návrhářkou jako byla v té době Hana Podolská. Ještě před internací do Terezína Lisa studovala na prestižní Rotterově škole v Praze večerní kurzy módního návrhářství a reklamního kreslení a patřila zde mezi talentované žákyně. Při dřině v nacistických pracovních a koncentračních táborech si poranila ruku, ale podmínky věznění nedovolily zranění nikterak vyléčit. To se podepsalo na jemné motorice ruky tak, že nebyla schopna se už nikdy v pozdější době dobře podepsat natož pak realizovat kresby módních návrhů či navrhované šaty dokonce i šít. V 95 letech (v roce 2017) se Lise Mikové splnil sen, který ji pomohly realizovat novinářka a spisovatelka Judita Matyášová,  kostýmní výtvarnice Hanna Soukupová a Pavlína Amálie Kvapilová.  Během dvou týdnů se na základě tří Lisino dochovaných protektorátních návrhů zhmotnila trojice retro–dámských šatů, které byly následně nafotografovány v interiérech funkcionalistické Winternitzovy vily a prezentovány v páteční příloze Lidových novin spolu s připomenutím Lisina životního příběhu.

### Werner Imhof
Německý historik Werner Imhof  zpracoval životní příběh Lisy Mikové do útlé sto–stránkové knihy s názvem Ich bitte Sie, wir sind doch Europäer! (česky: Jsme přece Evropané!; anglicky: Oh please, we are Europeans!) Podtitulem knihy je pak vysvětlení: Lisa Miková – eine Tschechin, die nichr nur Auschwitz überlebt hat (česky: Lisa Miková – Češka, která přežila nejen Osvětim). Knihu vydalo v roce 2018 nakladatelství Tredition, obsahuje množství dobových fotografií a originálních citátů Lisy Mikové a je doplněna i krátkými vzpomínkami jiných pamětníků jakož i historickým popisem doby.

### Vyznamenání
Lisa Miková převzala dne 19. února 2020 (ve svých 98 letech) na německém velvyslanectví v Praze státní vyznamenání Kříž za zásluhy, které jí udělil německý prezident Frank-Walter Steinmeier. Kříž za zásluhy předal Lise Mikové velvyslanec Christoph Israng. Ocenění získala za svoji po desetiletí trvající snahu o smíření mezi Čechy a Němci a za dlouhodobé předávání svých vzpomínek na utrpení lidí během druhé světové války (a za varování před nebezpečím rasové a náboženské nesnášenlivosti) mladé generaci.